# اناتولی بولاکوف
آناتولی بولاکوف (روسی: Анатолий Николаевич Булаков؛ ۳ فوریهٔ ۱۹۳۰ – ۱ ژانویهٔ ۱۹۹۴) بوکسور اهل روسیه بود.